# Croton rubricapitirupis
Croton rubricapitirupis är en törelväxtart som beskrevs av Jacques Désiré Leandri. Croton rubricapitirupis ingår i släktet Croton och familjen törelväxter. Inga underarter finns listade i Catalogue of Life.